# Huracán Eloisa

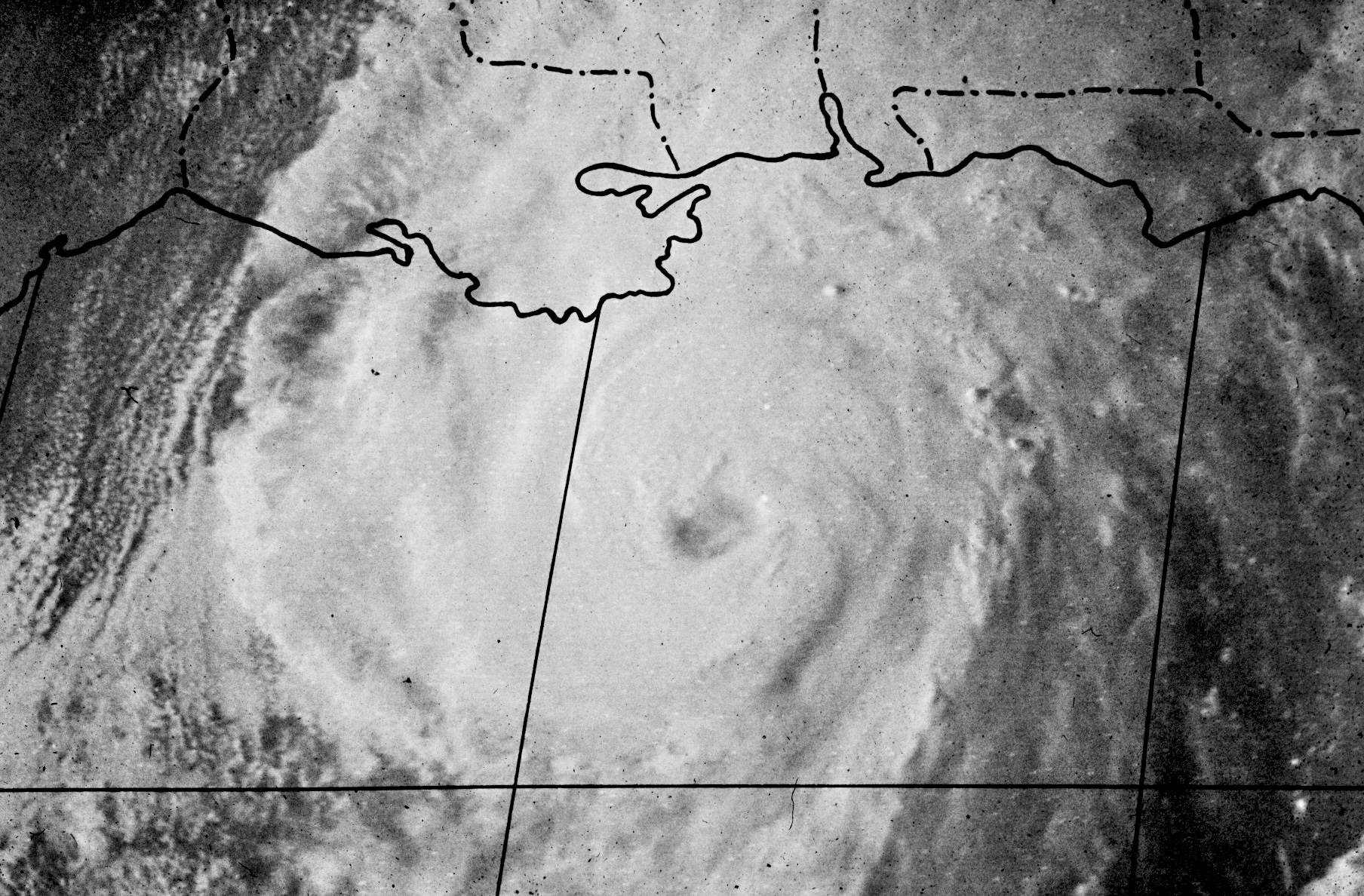
Imagen de satélite del huracán Eloise (1975) en el golfo de México el 22 de septiembre de 1975.

El huracán Eloisa fue el ciclón tropical más destructivo de la temporada de huracanes del Atlántico de 1975. La quinta tormenta tropical, cuarto huracán, y segundo huracán más grande de la temporada, Eloisa se formó como una depresión tropical el 13 de septiembre al este de las Islas Vírgenes. La depresión tuvo una ruta hacia el oeste y se intensificó como tormenta tropical mientras pasaba al norte de Puerto Rico.
Eloisa prontamente alcanzó la intensidad de huracán, pero se debilitó nuevamente a tormenta tropical al llegar a tierra firme cerca de Hispaniola. Eloisa emergió, como un ciclón débil y desordenado, en aguas abiertas al norte del Mar Caribe. Al alcanzar el norte de la península de Yucatán giró al norte y empezó a re-intensificarse. En el Golfo de México el ciclón maduró rápidamente y se convirtió en un huracán categoría 3, en el 23 de septiembre. Eloisa llegó a tierra firme en el Florida Panhandle, antes de desplazarse al interior del continente a través de Alabama, y disiparse el 24 de septiembre.
La tormenta produjo lluvias torrenciales en las islas de Puerto Rico e Hispaniola, causando extensas inundaciones y severos daños, incluyendo más de cuarenta muerte. Miles de personas en estas áreas resultaron damnificadas en la medida que las inundaciones hundieron varias comunidades. A medida que Eloisa se desplazaba hacia el oeste, alcanzó a afectar a Cuba, aunque en menor medida. De igual manera, a medida que avanzaba la tormenta, alrededor de 100.000 personas se desplazaron de la región del golfo. 
Al llegar a la Florida, Eloisa generó vientos de 294 km/h, demoliendo varios edificios de la zona, además de que causó severos daños a varias playas y estructuras de la costa.
Estas afectaciones se extendieron al interior de Alabama y Georgia. Hacia el norte, las lluvias torrenciales a lo largo de la costa este de los Estados Unidos, causaron una inundación sin precedentes en la nación, especialmente en los estados del Atlántico Medio. En esa región, otras 17 personas murieron como consecuencia de las inundaciones de la tormenta post-tropical.
Los efectos geológicos y sobre la infraestructura fueron comparables con aquellos del huracán Agnes. A lo largo de los Estados Unidos, los daños se calcularon de alrededor de $560 millones de dólares. La tormenta mató a 80 personas en su ruta, y debido al daño severo, el nombre "Eloisa" fue retirado de la lista de nombres de ciclones tropicales del Atlántico.